# Julius Leopold Eduard Avé-Lallemant
Julius Léopold Edouard Avé-Lallemant  (Lübeck, 4 de julho de 1803 - 17 de maio de 1867) foi um botânico alemão .
Entre 1838 e 1855 desenvolveu sua obra científica em São Petersburgo. 

## Publicações
- 1829. De plantis quibusdam Italiae borealis et Germaniae australis rarioribus

## Homenagens
Os botânicos Friedrich Ernst Ludwig von Fischer (1782-1854) e Carl Anton von Meyer (1795-1855) nomeiam o gênero  Lallemantia Fisch. & C.A.Mey. 1840 da família Lamiaceae em sua honra.